# Sociedade Esportiva Palmeiras B
Sociedade Esportiva Palmeiras B  ou simplesmente Palmeiras B, foi um time de futebol profissional de São Paulo capital, alternativo ao Palmeiras principal, servindo principalmente para revelar e dar experiência a jogadores mais jovens contratados ou vindos da base.
A equipe 'B' não podia disputar a mesma divisão da equipe 'A', portanto, mesmo que conseguisse em algum momento o acesso a elite do Campeonato Paulista o clube não poderia disputar a mesma divisão que a seu principal clube de origem. Logo em uma situação de rebaixamento do time 'A' automaticamente o time 'B' também estaria rebaixado independente da sua campanha no campeonato em questão, situação parecida com a vivida pelo Red Bull Brasil na compra do Clube Atlético Bragantino, para o Campeonato Paulista Série A1 de 2020.
A equipe teve suas atividades encerradas no final da primeira fase da Série A3 do Paulista de 2013 onde acabou rebaixado ao Campeonato Paulista - Segunda Divisão, da qual não disputou e se tornou licenciado antes da sua extinção na gestão do então novo presidente alviverde Paulo Nobre, por razões financeiras .

## História
O Palmeiras foi fundado em 2000 para ser a equipe reserva oficial da Sociedade Esportiva Palmeiras. Inspirados pelo modelo espanhol – no qual os grandes clubes como Barcelona e Real Madrid têm suas equipes secundárias participando das divisões inferiores da Liga – a diretoria do Palmeiras inscreveu naquele ano o Palmeiras B na Série B2 do Campeonato Paulista (quinta divisão na época, sem equivalência atual) onde, apoiado pela boa estrutura do time principal, o time fez uma excelente campanha, sendo vice-campeão do torneio e conseguindo a promoção para a Série B1 (atual Série A4).
Em 2001, o Palmeiras B fez mais uma boa campanha, terminando a B1 em terceiro lugar. O resultado, no entanto, não seria suficiente para o time ser promovido. A vaga veio graças à criação da Liga Rio-São Paulo, em 2002, que desencadeou uma grande reestruturação no futebol Paulista. A criação do campeonato fez com que se abrissem três vagas para a Série A3 em 2002 e o Palmeiras B foi um dos beneficiados.
Ainda em 2001, o Palmeiras B fez sua primeira participação na Copa São Paulo de Futebol Júnior, mas a equipe não foi tão bem quanto na B1. Perdeu seus três jogos e acabou em último no seu grupo – que contava também com Bragantino, Amazônia (RO) e Grapiúna (BA). O clube também foi à Índia disputar o Torneio Internacional Indiano, conquistando o título.
O Palmeiras B também participou pela segunda vez da Copa São Paulo de Futebol Júnior, em 2002. Nesta edição, conseguiu o feito de eliminar o Fluminense (RJ), classificando-se para a segunda fase, mas foi eliminado pelo União São João.
Em seu primeiro ano na A3, o clube ficou na sétima colocação entre 16 participantes. Em 2003, foi melhor chegando às semifinais do torneio, mas perdeu para o Araçatuba, que foi promovido. Em 2004, a equipe fez sua pior campanha na A3. Ficou em penúltimo no seu grupo e na 13º colocação entre os 16 que disputaram a competição daquele ano. Apesar disso, o clube conquistou mais um título, o Torneio China-Brasil, também conhecido como Taça Cristal.
O ano de 2005 marcou a tão esperada promoção. Naquele ano, a Série A3 foi disputada por 19 equipes, divididas em dois grupos na primeira fase. O Palmeiras B terminou em segundo em sua chave e ganhou a vaga para as semifinais, onde não apenas garantiu o acesso como deixou para trás o tradicionalíssimo XV de Piracicaba, classificando-se para a final do campeonato, contra o Grêmio Barueri. O Palmeiras B ficou com o vice-campeonato após empatar por 1 a 1, pois tinha pior campanha que o adversário.
Depois de ficar ausente da Copa São Paulo de Futebol Júnior por dois anos, o Palmeiras B voltou em 2005 para fazer sua última participação na competição. Naquele ano, a equipe proporcionou um evento no mínimo inusitado, ao disputar o jogo eliminatório da segunda fase contra o time principal do Palmeiras, que ficou com a vaga. Em 2005, o clube também participou o Torneio Centenário do Estudiantes de La Plata, de onde trouxe o terceiro título de sua história.
Em 2006, o Palmeiras B atingiu ao seu ápice: a Série A2. Era o máximo que a equipe poderia chegar, já que dois times de uma mesma agremiação não podem disputar a mesma divisão do Campeonato Paulista. Mesmo com esta limitação, o Palmeiras B não se intimidou e chegou à segunda fase do torneio logo em seu ano de estreia, ficando em quarto no quadrangular semifinal.
Garantida mais uma participação na A2, o Palmeiras B foi para a Suíça em 2007 disputar o Torneio de Bellinzona, tradicional competição Sub19 Europeia realizada todos os anos na cidade italiana. O time fez uma campanha irretocável e sagrou-se campeão. Mas os bons resultados nos gramados europeus não se refletiram no Brasil. A equipe ficou seis jogos sem vencer no começo da Série A2. No total, foram apenas cinco vitórias em 19 jogos e uma modesta 17ª colocação, que rendeu ao clube seu primeiro e por enquanto único rebaixamento.
De volta à Série A3 em 2008, a equipe fez uma participação modesta, terminando em 15º lugar, com seis vitórias em 19 jogos. Em 2009, mais uma vez na A3, o time chegou a ser ameaçado pelo rebaixamento, mas reagiu na reta final e chegou à última rodada lutando por uma vaga entre os oito que estariam na segunda fase. Em 2010, a equipe finalmente conseguiu uma nova promoção para a Série A2, com a terceira colocação no quadro geral da Série A3. Em 2012 o time ficou em 17º lugar sendo rebaixado para a Série A3. Em 2013 o clube disputou a Série A3 do Paulistão, ficando na 18ª colocação encerrando as suas atividades após o empate de 3x3 com o Sertãozinho.

## Estádio

### Palestra Itália

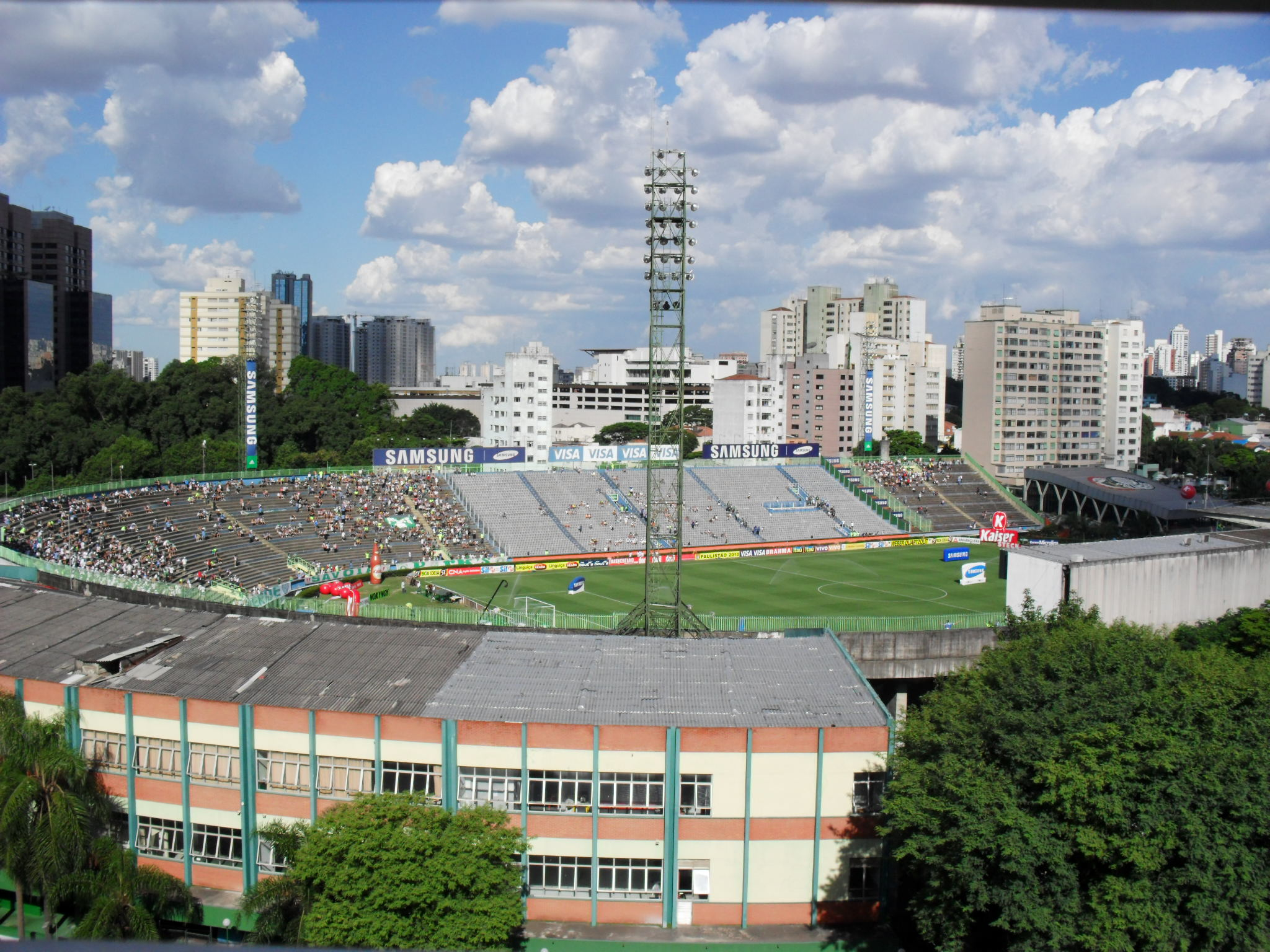
Vista lateral externa do Estádio Palestra Itália em 2010.

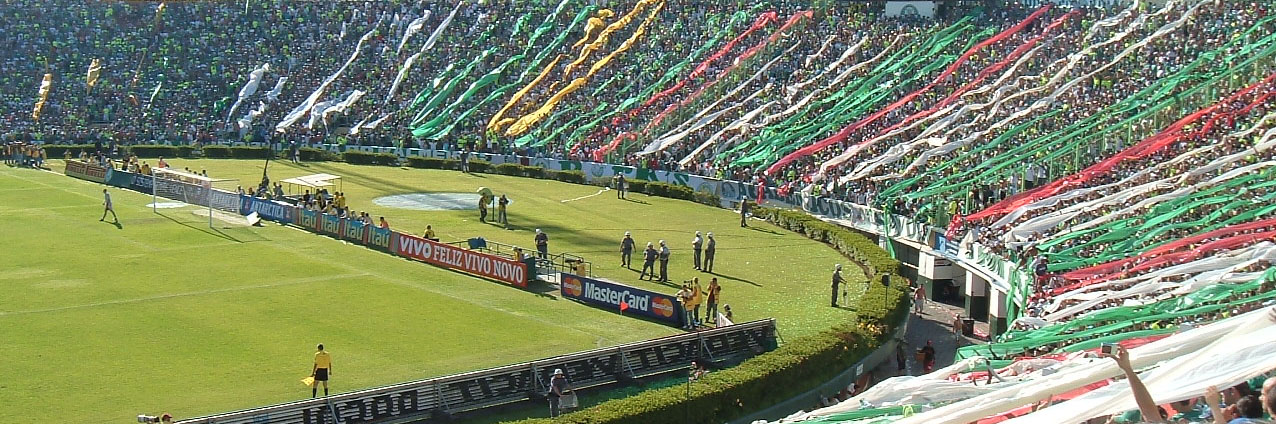
Torcida do Palmeiras no Estádio Palestra Itália em dezembro de 2007.

O Palestra Itália, também conhecido popularmente como Parque Antárctica, é um estádio pertencente ao Palmeiras, com isso seu time B também usaria o estádio com capacidade para 27.650 pessoas e com um gramado de 110m x 75m. O Palmeiras B jogava em seu estádio até 2010, quando foi fechado para demolição e reforma, para dar lugar a nova arena, entregue em Novembro de 2014 com capacidade para 43.600 torcedores. Nos anos seguintes o Palmeiras B mandou jogos no Nicolau Alayon e no Conde Rodolpho Crespi.

## Títulos

### Torneios Internacionais
- Troféu Algisto Lourenzatto: 2000
- Torneio Internacional da Índia: 2001
- Torneio China-Brasil - Troféu Cristal: 2004
- Troféu Centenário do Estudiantes de La Plata: 2005
- Troféu Blumenau: 2005
- Troféu Nereu Ramos: 2005
- Torneio Internacional de Bellinzona-Suiça: 2007
- Troféu Cidade de Taiyuan : 2011

## Jogadores notáveis
Goleiros
- Diego Cavalieri
- Deola
- Bruno
- Fábio

Zagueiros
- Gláuber
- Thiago Gomes
- Nóbrega Anderson

Laterais
- Ilsinho
- Michael
- Valmir

Volantes
- Cláudio Valdívia
- Wendel
- Francis
- Elias
- Alceu

Meias
- João Denoni
- Bruno César
- Marquinho
- Willian
- Diego Souza

Atacante
- Vágner Love
- Edmilson
- Osmar Cambalhota
- Zé Eduardo
- Vinícius

Treinador
- Jorginho
- Parraga